# Georges-Emmanuel Clancier
Pour les articles homonymes, voir Clancier.
Georges-Emmanuel Clancier est un écrivain et poète français, né le 3 mai 1914 à Limoges et mort le 4 juillet 2018 à Paris.

## Biographie

### 1914-1932

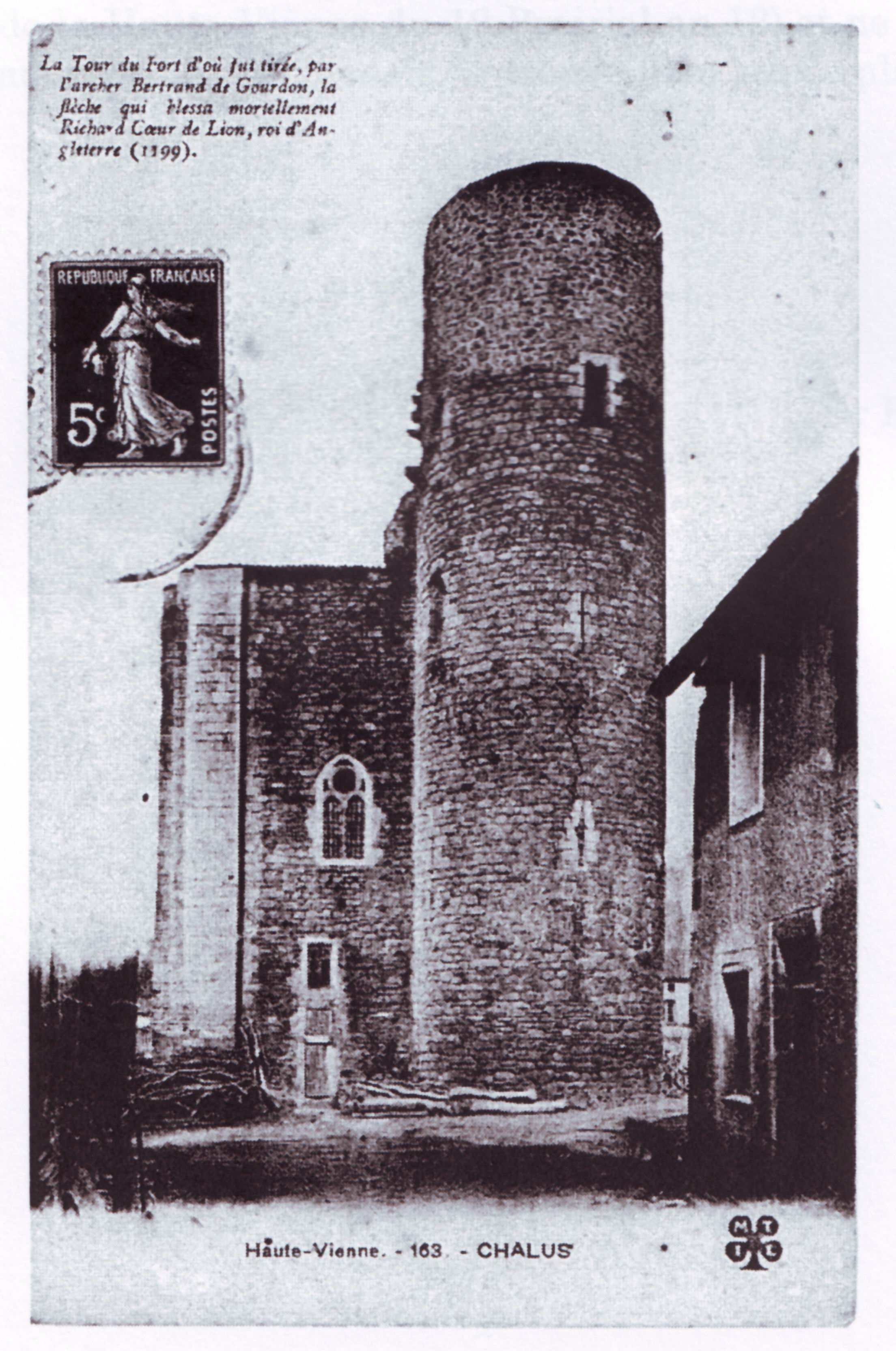
La tour de Châlus, à droite la maison des grands-parents paternels de Georges-Emmanuel Clancier

« Enfant double », Georges-Emmanuel Clancier naît dans une famille issue, du côté maternel, d'ouvriers porcelainiers de Saint-Yrieix et, côté paternel, d'artisans de Châlus. « Les deux pôles de la famille sont étonnamment contrastés : du côté de Saint-Yrieix, le pôle lumineux. Du côté de Châlus, le pôle ténébreux ».
Le premier est celui de sa mère, Élise, et de sa grand-mère, Marie-Louise Reix, dite Louise, née en 1873, louée comme bergère à sept ans, qui aime raconter les souvenirs heureux de son enfance mais aussi les épisodes tragiques de la misère dans laquelle elle avait vécu. Découvrant en 1921 qu'elle est analphabète, Georges-Emmanuel Clancier lui apprendra à lire. C'est l'arrière-grand-père de l'écrivain, Jean Maignier, qui, renvoyé par le maître de sa métairie pour avoir refusé de faire un faux témoignage, s'était installé à Limoges pour y travailler comme aide-enfourneur dans une manufacture de porcelaine, emploi qui devait en quelques années lui brûler les poumons. Marie-Louise Reix et son mari Jules, qui représente pour son petit-fils le modèle de la dignité ouvrière, habitent la maison de gardien de la chocolaterie Daccord. À la mort de Jules Reix Georges-Emmanuel Clancier apprendra que son véritable grand-père avait été joueur de violon dans les bals.
Châlus est le pays de Pierre Clancier, père de l'écrivain, et d'Emmanuel, son grand-père paternel, sabotier, et sa femme Marie, inquiétante, dévote et soupçonneuse, dont la maison se trouve au pied de la tour sous laquelle des souterrains cacheraient un trésor d'or - venu le chercher Richard Cœur de Lion y mourut d'une flèche empoisonné. Pierre Clancier, après avoir fréquenté à Limoges une école de commerce, est devenu comptable puis, après la guerre qui lui a fait perdre son emploi, représentant de commerce.
Boursier de la République, Georges-Emmanuel Clancier est scolarisé au lycée Gay-Lussac de Limoges de 1919 à 1931. En classe de première, il découvre grâce à un jeune professeur, Jean Le Bail, la poésie de Nerval, de Baudelaire, de Rimbaud et des symbolistes. L'année suivante, le philosophe Jean Hyppolite, lors d'un bref remplacement, lui révèle complémentairement les œuvres de Proust, Mallarmé, Valéry. Les études de Georges-Emmanuel Clancier sont alors interrompues par la maladie, la tuberculose, et cinq années d'un lourd traitement qui le jette en solitude. Avec l'accord de son médecin son père lui confie alors la tâche de recueillir chaque matin les commandes de ses clients, notamment en produits laitiers, ce qui lui permet de s'assurer un gagne-pain.

### 1933-1938

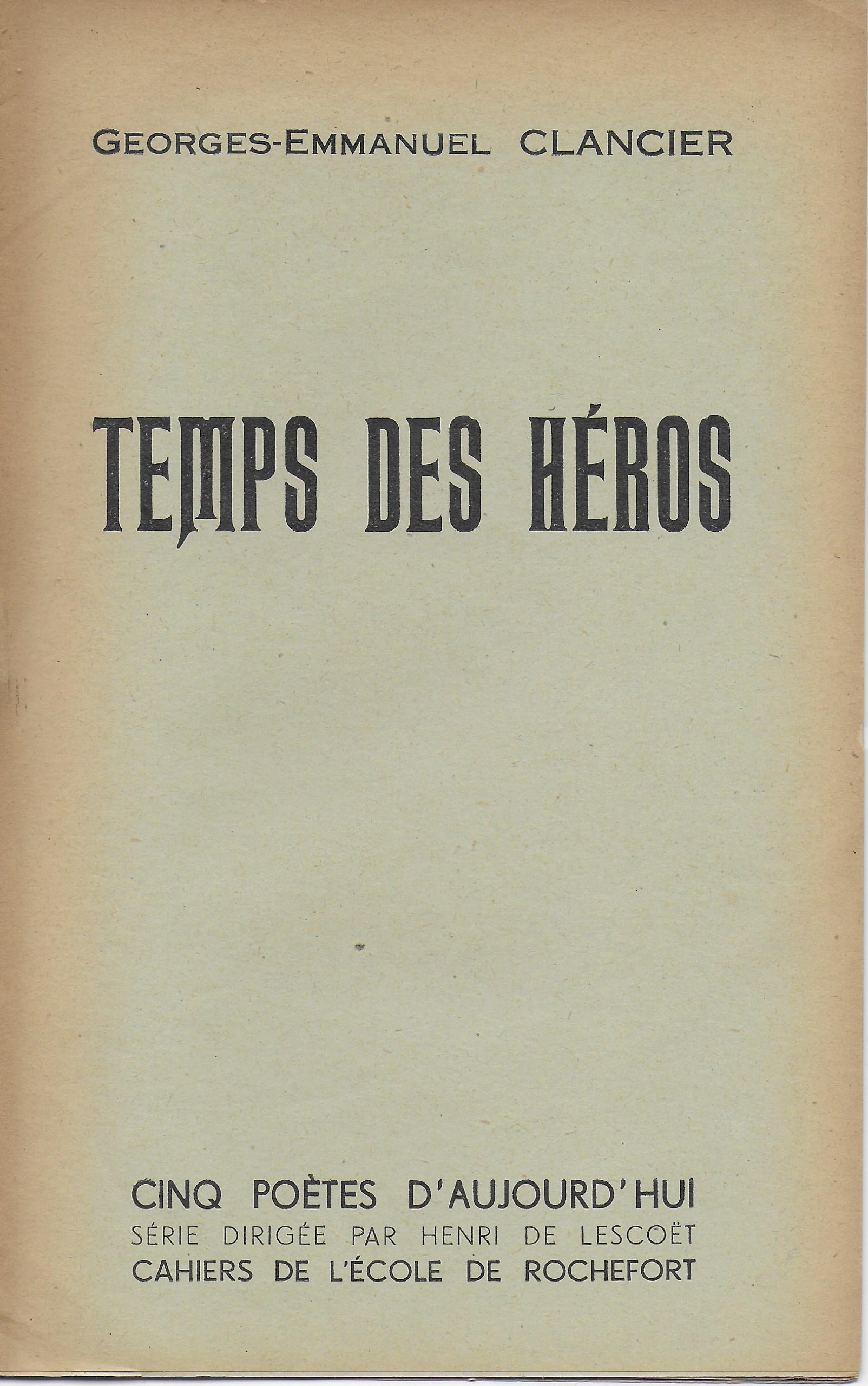
Premier recueil de poèmes de G.-E. Clancier, écrits avant 1939, publiés en 1943.

Durant ses années de maladie Georges-Emmanuel Clancier poursuit et multiplie ses lectures, des poètes, de Nerval, Baudelaire, Verlaine à Valéry ou Claudel, des romanciers, de Balzac, Stendhal, Romain Rolland, Gide, Proust, Giraudoux, Thomas Mann, Malraux, Louis Guilloux, Jean Blanzat, mais aussi des revues, Marianne, Vendredi, Esprit, Les Cahiers du Sud.
Dès 1931 il a commencé d'écrire des poèmes, qui lui apparaissent bientôt comme « des pastiches inconscients », ce qui l'engage à renoncer. Son traitement terminé il en revient à l'écriture poétique. En 1936 Raymond d'Étiveaud, qui tient une chronique à Radio-Limoges et à qui il envoie ses textes, les publie dans la revue locale qu'il anime et transmet ses poèmes à Jean Cassou, directeur de la revue Europe, qui les recommande lui-même aux Cahiers de Sud : les poèmes y sont publiés en 1937, un autre en février 1938 dans Marianne. Clancier rencontre alors à Paris Gaston Diehl, responsable du journal, chez Gallimard Jean Paulhan et Marcel Arland, dans sa librairie José Corti. À Limoges, il participe aux activités des Amis de la culture, association littéraire, artistique et antifasciste, qui invite des écrivains, notamment Eugène Dabit en 1936, Aragon et Jean Blanzat et se lie avec le romancier Robert Margerit, alors journaliste au Populaire du Centre. En 1937 Raymond d'Étiveaud le recommande pour le poste de secrétaire général de l'équipe chargée de préparer la participation de la région Limousin-Quercy-Périgord à l'Exposition universelle de Paris. Clancier rencontre à cette occasion à Paris le romancier Jean Blanzat et en décembre 1938 Jean Ballard, directeur des Cahiers de Sud.
Après une longue nouvelle, La Couleuvre du dimanche, éditée en octobre 1937 à Nice par la revue Mediterranea, Georges-Emmanuel Clancier achève d'écrire en 1938 son premier roman, Quadrille sur la tour. Paulhan ayant conservé le manuscrit, Drieu La Rochelle souhaitera le publier en 1941 mais l'auteur, « membre du Comité de direction de la revue Fontaine qui combat l'esprit de collaboration de Drieu, confiera le manuscrit à Max-Pol Fouchet et le livre paraîtra à Alger, chez Charlot, en octobre 1942 ». Avant 1940 Clancier compose deux autres romans, La Couronne de vie, inspirée par ses années de lutte contre la maladie et terminée à l'automne 1938 et Secours au spectateur, commencé pendant l'été 1939.

### 1939-1944
En 1939, le 11 mars, Georges-Emmanuel Clancier épouse Yvonne Marie Anne Gravelat, étudiante en médecine née à Limoges en 1913, qu'il a rencontrée en 1935. Elle deviendra psychanalyste sous le nom d'Anne Clancier. Sa femme désirant préparer le concours d'internat des hôpitaux psychiatriques, le couple s'installe en avril 1939 à Paris, dans le même immeuble que Gabriel Audisio, qui collabore aux Cahiers de Sud et avec qui le poète se lie d'amitié. Clancier rencontre également Guy Lévis Mano qui souhaite publier en 1940, avec une frontispice de Lucien Coutaud, son recueil Les Visages sauvés dont il lui a adressé le manuscrit sur le conseil de Jean Cassou. Il collabore par ailleurs à la revue Les Nouvelles Lettres, que dirige Jean Le Louët. D'autres poèmes, transmis par Lucien Coutaud, doivent paraître dans la revue L'Usage de la parole fondée par Paul Éluard et Georges Hugnet. Clancier obtient la même année la deuxième partie du baccalauréat qu'il a préparée sur les conseils de sa femme, avant d'être réformé compte tenu de sa mauvaise santé.
Le couple regagne alors Limoges, habite d'abord chez Robert Margerit à Thias puis à Saint-Junien, Anne Clancier exerçant comme médecin généraliste, bientôt médecin du bureau de bienfaisance, et enquêtant parallèlement pour sa thèse sur « les superstitions, les rituels de magie ou de sorcellerie, les saints guérisseurs, les bonnes fontaines » de la région. Georges-Emmanuel Clancier poursuit alors des études de philosophie à la faculté des lettres de Poitiers puis, lorsque Poitiers passe en zone occupée, de Toulouse où il suit les cours de Vladimir Jankélévitch et rencontre Françoise d'Eaubonne. Son père lui trouve ensuite un poste de secrétaire régional du Comité d'organisation des commerces d'alimentation. Il fait la connaissance à Bordeaux de Jean Cayrol et, sur le conseil de Jean Ballard, de Joë Bousquet en septembre 1940 à qui il rend régulièrement visite à Carcassonne tandis qu'il suit les cours de l'université de Toulouse. Il rencontre également à Limoges même le poète Luc Estang. Dans leur appartement Georges-Emmanuel Clancier fonde avec Anne un théâtre de chambre qui présente une pièce de Georges Hugnet, La Justice des oiseaux et pour lequel il écrit une fable en un acte, L'Homme qui prenait le vent. Cet intérêt pour le théâtre l'incite à assister aux spectacles de Maurice Jacquemont dont il fait la connaissance et à écrire quelques années plus tard une pièce dramatique, L'Enfant de neige.

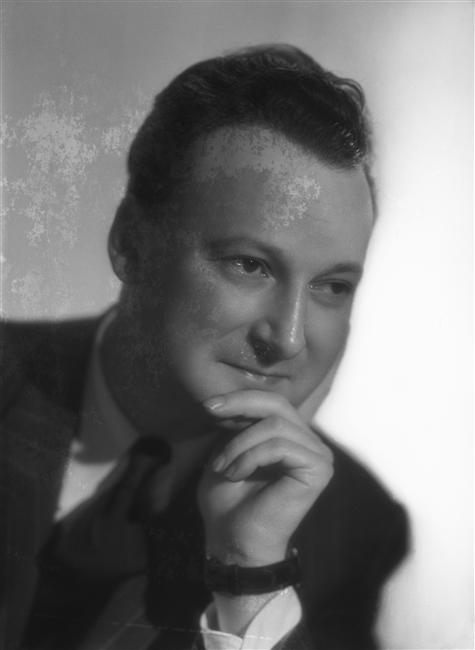
Max-Pol Fouchet en 1948

En janvier 1941 Georges-Emmanuel Clancier figure pour le numéro 12 au nouveau comité de rédaction de la revue Fontaine, créée en 1939 à Alger et dirigée par Max-Pol Fouchet, qui publiera dans les années suivantes plusieurs de ses poèmes et dans laquelle il tiendra une chronique de poésie, révélant entre autres Francis Ponge et Guillevic. En septembre 1941 il participe à la rencontre de Lourmarin, organisée par Jeune France de Pierre Schaeffer et Emmanuel Mounier, qui réunit notamment Max-Pol Fouchet, Pierre Seghers, Pierre Emmanuel, Loys Masson, Lanza del Vasto, Claude Roy. Il rencontre régulièrement à partir de février ou mars 1942 Raymond Queneau dont la femme et le fils sont installés à Saint-Léonard-de-Noblat, tout comme le peintre Élie Lascaux et Daniel-Henry Kahnweiler, mais aussi Michel Leiris venu leur rendre visite. Il fait également la connaissance, grâce à Jean Blanzat, de Marc Bernard. De 1942 à 1944, Georges-Emmanuel Clancier recueille et transmet clandestinement à Alger, par l'intermédiaire de Georges Blin professeur à Tanger, les textes des écrivains de la Résistance en France occupée, dont Paul Éluard. Inquiété en 1943 par la police du Régime de Vichy, Georges-Emmanuel et Anne Clancier passent quelques mois à La Croisille-sur-Briance puis regagnent Limoges. Sous le titre Temps des héros, une plaquette paraît en août 1943 dans la collection des cahiers de l'École de Rochefort, rassemblant les poèmes que Guy Lévis Mano devait publier, projet interrompu par la captivité de l'éditeur. La même année Robert Laffont publie à Marseille Le Paysan céleste.

### 1945-1954

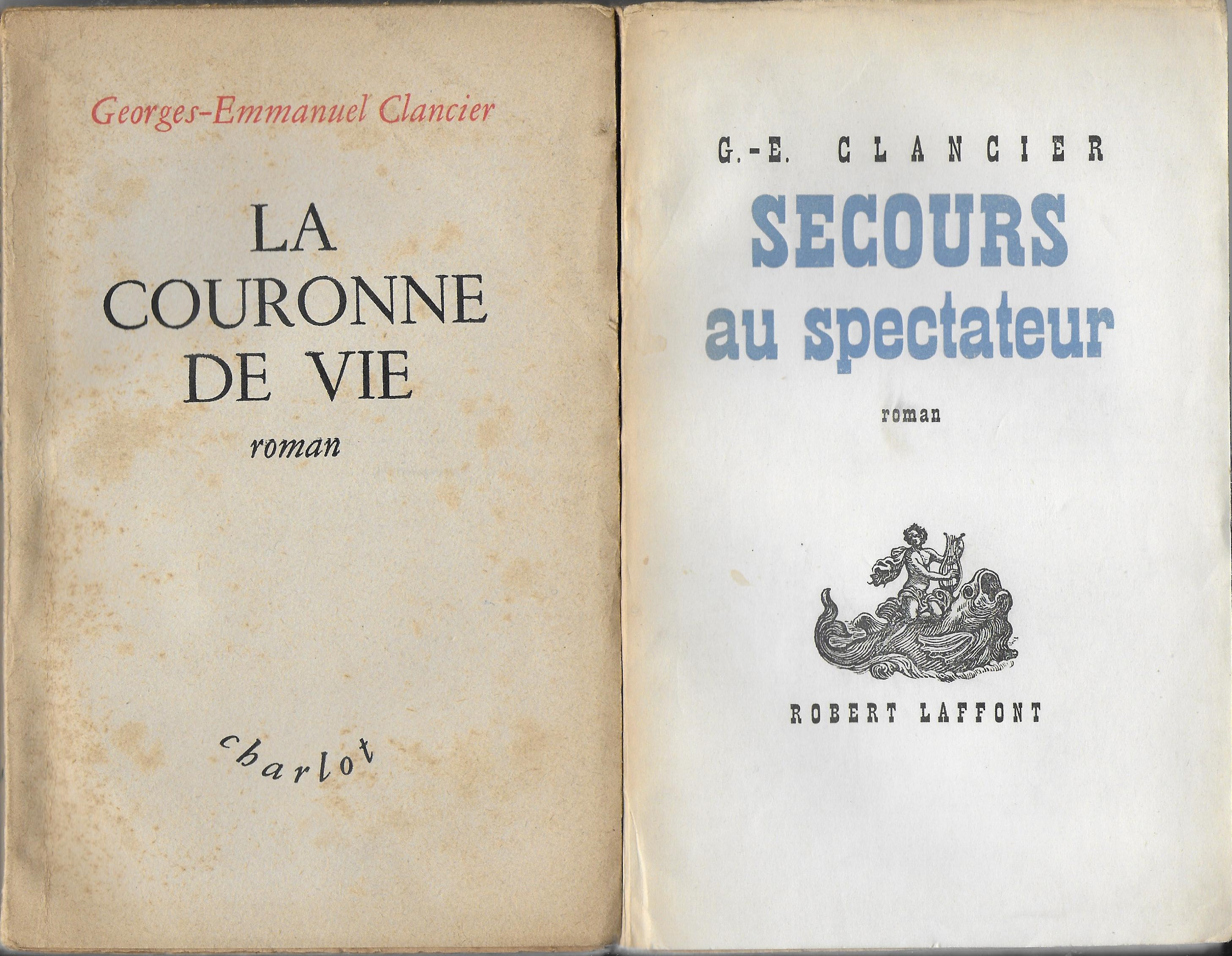
Deux romans de G.-E. Clancier, écrits en 1938-1939, publiés en 1946.

À la Libération, Georges-Emmanuel Clancier collabore, jusqu'en 1949, au Populaire du Centre. D'abord grand reporter, il perdra son poste et deviendra simple rédacteur après l'élimination du directeur René Rougerie, issu de la Résistance, et de son équipe. Clancier est ensuite jusqu'en 1955 Secrétaire général des émissions artistiques et d'information de Radio-Limoges. Il y crée un ensemble d'émissions d'information dont, sous le titre Couleurs du temps un magazine hebdomadaire des arts et des lettres. Simultanément il est correspondant du Journal Parlé de Paris. En 1949, le Prix Maurice Bourdet lui est décerné pour l'ensemble de ses reportages radiophoniques.
En 1945 Georges-Emmanuel Clancier fonde avec Robert Margerit et René Rougerie la revue bimestrielle Centres qui connaîtra neuf numéros jusqu'en novembre 1947, publiant des lettres inédites de Max Jacob, des textes de Tristan Tzara, Gabriel Audisio, Joë Bousquet, Raymond Queneau, Jean Rousselot, Marcel Béalu, Alain Borne, René Guy Cadou, du peintre Albert Gleizes. Il fonde parallèlement une collection de poèmes manuscrits, Poésie et critique, éditée chez Rougerie, qui publie notamment des textes de Boris Vian, Gabriel Audisio, Jean Lescure, Jean Rousselot, Louis Émié, Claude Roy. René Rougerie publie en 1949 Journal parlé, poème à trois voix, avec un frontispice de Lucien Coutaud. Vrai visage, publié par Seghers, rassemble en 1953 des textes écrits par Clancier depuis 1939.

### 1955-1974
Anne Clancier est en 1948 mutée de Limoges à Versailles. Médecin assistant dans les établissements psychiatriques à Ainay-le-Château, à Chézal-Benoît, près d'Issoudun, puis à l'Institut Claparède de Neuilly-sur-Seine, Georges-Emmanuel Clancier la rejoint et s'installe définitivement à Paris en 1955, Georges-Emmanuel, appelé pour être secrétaire général des comités de programmation de la RTF, jusqu'en 1970, puis chef su service central des textes de l'ORTF,
À partir de l'été 1952 Georges-Emmanuel Clancier travaille à Limoges au premier volume de la suite du Pain noir, dans laquelle il va raconter, jusqu'en 1961, l'histoire de sa famille maternelle et de sa grand-mère bergère illettrée, qui porte le prénom de Cathie dans le roman. Aragon souhaite le publier mais l'auteur le confie à Robert Laffont qui l'édite en 1956. Le grand prix de la Société des gens de lettres et le prix des Quatre Jurys lui sont attribués en 1957 et 1958. En 1956 paraît également, chez Gallimard, Une Voix, qui reprend Le Paysan céleste (1943), Journal parlé (1949) et des poèmes inédits. En septembre 1960 Clancier dirige avec Jean Lescure à Cerisy une décade consacrée à Raymond Queneau qui est directement à l'origine de la fondation de l'Oulipo.
En 1960 Georges-Emmanuel Clancier rassemble dans Évidences des poèmes écrits entre 1937 et 1960, dans Les Arènes de Vérone, en 1964, ses nouvelles des vingt dernières années, dans Terres de mémoire en 1965, d'autres poèmes composés depuis 1955. Il est en 1967 délégué général aux Affaires artistiques et culturelles pour le Pavillon de la France à l'Exposition universelle de Montréal. En 1970 il reçoit le Prix des libraires pour nouveau roman L'Éternité plus un jour, écrit entre 1966 et 1969, en 1971 l'Académie française lui décerne le grand prix de littérature pour l'ensemble de son œuvre. En 1973 Anne et Georges-Emmanuel Clancier fondent une éphémère revue, F, « comme Fantasme Fantastique Fête Fantaisie Fable Freud ». Le roman Le Pain noir est adapté en 1974 pour la télévision par Françoise Verny et Serge Moati. En 1975 Clancier quitte ses fonctions à l'ORTF.

### 1975-2018

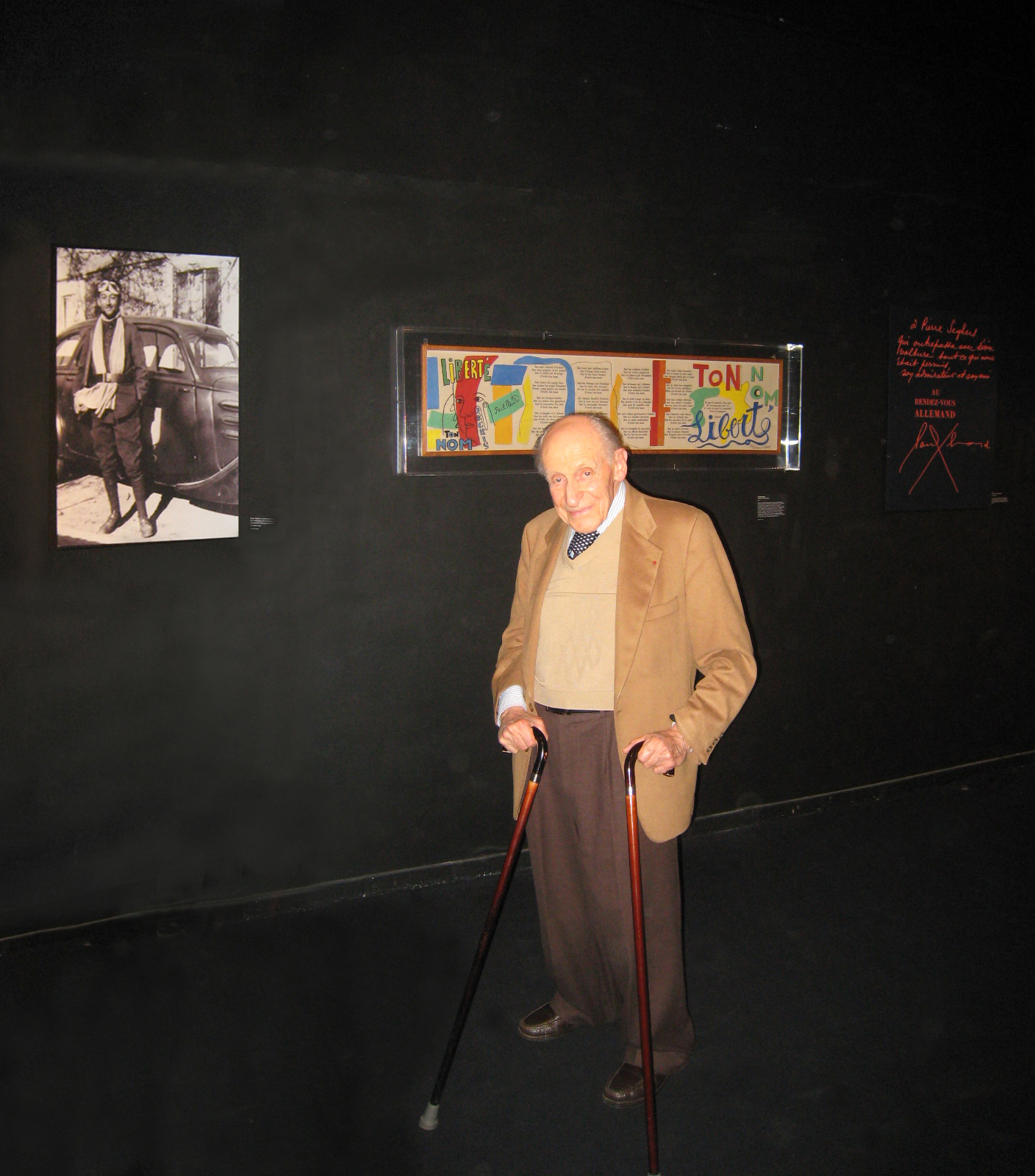
Georges-Emmanuel Clancier à l'exposition Pierre Seghers (en photo), Musée du Montparnasse, Paris 2011.

Président du PEN club français de 1976 à 1979, Georges-Emmanuel Clancier œuvre à la défense des écrivains menacés, détenus, déportés, exilés. En 1980, il est vice-président de la commission française pour l'UNESCO et en 1987 vice-président international du Pen club, ainsi que président de la Maison des écrivains de sa fondation en 1986 à 1990.
De nouveaux recueils sont publiés en 1978, 1983, 1991 (prix Goncourt de la poésie 1992 pour Passagers du Temps), 2001, 2008 par les éditions Gallimard, qui rééditent ses anciens poèmes en 1984 et 2008 en collection de poche, tout comme les Éditions de la Table Ronde en 2003. Parallèlement Georges-Emmanuel Clancier entreprend, sous le titre Ces ombres qui m'éclairent, d'écrire une première partie de son autobiographie en trois tomes, L'Enfant double, L'Écolier des rêves, Un jeune homme au secret, qui paraissent en 1984, 1986 et 1989. En 2000 il commence de la compléter dans Le Temps d'apprendre à vivre qui concerne la période 1935-1947, publié en 2016.
En 2013, afin de célébrer sa centième année, la Bibliothèque francophone multimédia de Limoges lui a consacré une importante exposition rétrospective : Georges-Emmanuel Clancier, Passager du temps,. Le catalogue de l'exposition publié aux Éditions de la Table ronde sous la direction d'Étienne Rouziès et Olivier Thuillas comprend une série d'entretiens avec l'auteur autour des grands axes de l'exposition, une préface de Pierre Bergounioux et un article de présentation de l'œuvre par Jeanne-Marie Baude. Pour son centenaire Georges-Emmanuel Clancier est l'invité le 22 mai 2014 de François Busnel dans La Grande Librairie sur France 5.
Clancier est membre du comité d'honneur de la Maison internationale des poètes et des écrivains de Saint-Malo créée en 1990. Lors d'un colloque universitaire, son ami l'écrivain et historien Laurent Bourdelas a proposé que la Bibliothèque francophone multimédia de Limoges prenne son nom - il a finalement été donné à la salle de conférences de cet établissement, inaugurée en 2015.
En 2016, à 101 ans, Georges-Emmanuel Clancier fait paraître aux éditions Albin Michel la suite de ses mémoires, Le Temps d'apprendre à vivre, sur la période 1937-1947. L'ouvrage est salué par la critique comme un témoignage précieux sur l'histoire culturelle des années 1930 et 1940 et sur l'histoire de la Résistance littéraire ,.
Georges-Emmanuel Clancier meurt à 104 ans, le 4 juillet 2018, à son domicile du 16e arrondissement de Paris,, et est inhumé au cimetière du Montparnasse (11e division) le 11 juillet.
En novembre 2018 Au secret de la source et de la foudre rassemble des poèmes inédits extraits de sa correspondance entre 1960 et 1980, avec une préface d'Arlette Brunel.
Anne et Georges-Emmanuel Clancier sont les parents de Juliette Clancier, née en 1943, poétesse sous le nom de Julia Reix (souvenir de l'héroïne du Pain noir) et traductrice, et de Sylvestre Clancier, né en 1946, poète et éditeur.

## L'œuvre poétique
« Étant d'une part romancier et d'autre part poète (ce « d'une part » et ce « d'autre part » sont de pure forme parce que pour moi : poète, romancier, les deux sont indissociables), j'ai toujours eu le souci de relier ces deux niveaux d'écriture, l'écriture en poème et l'écriture en roman », note Georges-Emmanuel Clancier. Poète et romancier, à part entière chaque fois, sans que l'une des orientations de son travail ne soit, comme il peut arriver, qu'un prolongement accessoire de l'autre, il analyse dans La Poésie et ses environs ce qui distingue et rassemble ces deux formes de création : il y voit les deux faces d'une même tentative ou tentation de l'homme de vaincre le temps, la mort, de susciter un objet qui les intègre et les dépasse ». Mais l'une et l'autre s'enracinent dans ce temps de façons toutes différentes. « Le roman, écrit-il, sauve la vie non pas en l'arrachant au temps mais, au contraire, en rendant sensible le mouvement du temps à travers une vie. ».
Complémentairement, « le poème est négation du temps, exaltation de l'instant rendu immobile et illimité, telle une image microscopique de l'éternité […], qui ne cesse de jaillir hors du temps ou, plus exactement, au-dessus du temps, comme l'île est au-dessus de la mer ».
Si l'œuvre romanesque de Clancier est en effet placée sous le signe de la reconquête patiente du temps passé, c'est au contraire sous celui de l'instant que ses poèmes tenteront de reconnaître d'autres pouvoirs du langage. Lors de la publication de Terres de mémoire, il confiait son espoir « d'engager la poésie sur les routes en croix ou mieux : en étoile, du langage » c'est-à-dire, acceptant le risque de s'égarer en refusant ainsi une seule orientation, « de traquer et d'édifier le poème à tous les niveaux du langage » : « L'homme est un univers », poursuivait-il, « que la poésie reconnaisse cette totalité, une voix sera l'unité des chants multiples d'un homme ». Et à travers l' Oscillante parole, ce sont dans son œuvre plusieurs voix « qui composent sa voix, qui parlent sa voix », qui se répondent, s'opposent, s'enchevêtrent, parmi lesquelles il serait possible de distinguer cinq niveaux ou mouvements essentiels.
« La poésie, pour moi, toujours se lie au souvenir », note Georges-Emmanuel Clancier. La première de ces voix pourrait être celle des Poèmes du Pain noir qui renvoient, dans plusieurs de ses recueils, au cycle romanesque dont ils reprennent le nom. Mais s'ils entreprennent bien eux aussi « d'arracher au jamais plus ce qui fut une fois », leurs invocations instantanées le réfractent différemment. En un rapport plus étroit et plus affectif encore aux êtres qui hantent le poète, qui demandent « justice et grâce par (sa) voix, / Juste la grâce qu'un monde fourbe (leur) vola », ces poèmes pourraient être qualifiés de « méta-romanesques ». S'inscrivant en marge du travail de l'écriture du roman, ils esquissent poétiquement la tragique leçon de sa promesse et de sa défaite, au mieux de sa « misérable victoire ».
Les poèmes d' Approches, selon le titre d'un autre des moments de Terres de mémoire, constitueraient un deuxième niveau perceptible dans l'œuvre de Georges-Emmanuel Clancier. Ils seraient plutôt des poèmes au-delà, mais aussi bien souvent en deçà, cette fois du poème lui-même. Poèmes-miroirs, placés souvent en tête des recueils, ils trouvent aussi naturellement leur place dans leurs dernières pages. De part et d'autre du poème, ils sont question sur sa naissance, sur l'énigme de son apparition, sur « la propre marche du poète vers son poème », la montée du langage à travers le silence ou plutôt « du silence à travers le langage », comme sur le sens de son projet : « Si les mots étaient empoisonnés […] / Si le poème était le plus mortel mensonge » ?
En un troisième niveau, c'est au jeu du langage lui-même que le poète semblerait se confier. Ici, le poème se construit en variations à partir de ses premiers vers ou les enchaîne selon des ordres différents. Ailleurs, dans les courtes nouvelles poétiques d' Evidences, les images, prises au pied de la lettre, secrètent de fantastiques aventures. Ou bien encore Clancier, dans Le Poème hanté se donne d'invisibles contraintes, dirait-on à l'Oulipo dont, lié à Raymond Queneau, il connaît bien les travaux (il sera son invité d'honneur en 1975), mais purement poétiques et émotives : le filigrane des « mots de l'autre », d' « une parole antérieure et aimée », d'Apollinaire ou Gérard de Nerval, de Rutebeuf ou Villon. C'est donc de multiples façons qu'il tente d'entrer dans « l'organisation quasi végétale du langage », de suivre ces itinéraires que la chair sonore et visuelle des mots ouvre devant lui. Cette exploration du langage par le langage ne semble cependant qu'accompagner chez Clancier l'exploration du monde par le langage qui demeure son objectif, la première ne constituant qu'une des dimensions de la seconde.
Car c'est essentiellement comme Éveil perpétuel, titre de l'ultime mouvement de Terres de mémoire, qu'apparaît, en un quatrième niveau, la dimension majeure de la poésie de Clancier. Le langage se trouve ici le plus directement lancé à la rencontre des énigmes ou des évidences d'une « Terre » perpétuellement « secrète ». Poursuite obstinée, « traquant parmi rocs, algues, flaques, le mot, la trace », revanche sur l'inattention, l'usure des heures, les vains soucis de la vie perdue, l'instant poétique est ici celui d'une reconquête sur le fossé que le temps a creusé entre l'homme et le monde. Le langage est le front sur lequel une vie s'augmente en une vie nouvelle sans cesse fugitive : ouvrant au monde, levant le voile dont les habitudes l'ont recouvert, l'image est l'expérience spécifique où la vie, loin de se refléter, s'invente nouvellement. La parole poétique, explorant la sensation, lui donnant forme, la répercutant, l'étendant au-delà du sensible, permet enfin d'épeler la présence des choses, à travers les « inventaires » ou les « cadastres » des « maintenant » et des « ici » privilégiés, du Limousin natal à l'Alpe, de l'île atlantique à l'Aspre méditerranéen, et de « peut-être demeurer » le monde : de vivre, malgré la vie, un peu de cette « vraie vie », douce et fatale, qui donnerait à l'homme son « vrai visage ».
Mais cette Vraie vie demeure lointaine. « Homme de pouvoir et de profit, de ruse, de haine et de peur. / Homme de système, de mépris, de guerre, homme de mort, moisissure imbécile sur l'homme. / Au loin, la fête juste ». Les poèmes, enfin, que Clancier rassemble au centre d' Oscillante parole sous le nom de Poèmes de la honte, sont d'autres poèmes du Pain noir, étendus aux horizons de la terre. Le langage ici n'hésite pas à dénoncer, la parole blessée s'y affirme saccadée, serrée, cinglante protestation contre la bêtise et le crime, « l'empire de la haine », contre « la guerre faite à l'homme / Par la bête à tête d'homme ». Ces poèmes apparaîtraient comme la tentative de désigner l'inacceptable, ramener dans le champ de l'écriture poétique ce qu'elle a bien souvent oublié ou refoulé, la réalité de « l'infâmie que le monde rabâche ». Clancier ne cherche pas à en fuir la conscience et semblerait y désespérer de l'homme et du verbe si, en inscrivant ce désespoir, il n'en appelait encore à d'autres hommes, qui pourraient le partager.
Chez Clancier aujourd'hui à dénoncer, hier à sauver se conjuguent, comme le poème à venir et le poème naissant, le désir de la Vraie vie et le refus du crime. Chacun de ces chemins, dans la multiplicité de leurs liaisons, la complexité de leurs correspondances, renvoie le poète sur les autres, s'y prolonge et s'y métamorphose, en une partition où « les variations de thèmes, de timbres, de mouvements, concourent à édifier un seul être sonore dont la diversité externe procède d'une unique et même vibration ». Ainsi dans les mêmes poèmes de Passagers du temps les deux voix du récitatif et de stances plus brèves, en contre-point, ne cessent-elles d'alterner, ou dans Contre-Chants les célébrations terriennes et le cauchemar toujours renaissant des « tueurs chamarrés ». Refusant le monologue et entreprenant de ne se mutiler d'aucune de ses sources, c'est de toute la surface possible du langage que l'œuvre poétique de Clancier s'efforce ainsi de coïncider avec le monde, comme si les oscillations d'une parole enfin totale pouvaient seules déchiffrer dans L'Écriture des jours, cerner et capter à mesure les facettes ambiguës de l'énigme d'être et de n'être pas.

## Œuvres

### Poésie
- Temps des héros, Cahiers de l'École de Rochefort, 1943
- Le Paysan céleste, Marseille, Robert Laffont, 1943
- Journal parlé, avec un frontispice de Lucien Coutaud, Limoges, Rougerie, 1949
- Terre secrète, Paris, Seghers, 1951
- L'Autre Rive, frontispice de M.-T. Régerat, avec un dessin de l'auteur, Limoges, Rougerie, 1952
- Vrai Visage, Paris, Seghers, 1953 ; Paris, Robert Laffont, 1965
- Une voix, préface d'André Dhôtel, Paris, Éditions Gallimard (prix Antonin-Artaud 1957) L'édition reprend Le Paysan céleste et Journal parlé, augmentés de Intermède ou Chansons sur porcelaine, Mon bien, Notre temps et Poèmes de l'Alpe et de la Nuit.
- Évidences, Paris, Mercure de France, 1960
- Terres de mémoire, suivi de Vrai Visage, Paris, Robert Laffont, 1965
- Le Siècle et l'Espace, Marc Pessin, 1970
- Peut-être une demeure, précédé d' Écriture des jours, Paris, Gallimard, 1972
- Le Voyage analogique, avec six lithographies de Pierre Frilay, Paris, Jean Briance, 1976
- Oscillante Parole, Paris, Gallimard, 1978
- Mots de l'Aspre, Georges Badin, 1980
- Le Poème hanté, Paris, Gallimard, 1983
- Le Paysan céleste, suivi de Chansons sur porcelaine, Notre temps, Écriture des jours, préface de Pierre Gascar, Paris, Gallimard, coll. « Poésie/Gallimard », 1984
- L'Orée, avec une introduction de Jean Tardieu, traduction italienne d'Anna Vincitorio-Pestellini, Luxembourg, Euroeditor, 1987
- Tentative d'un cadastre amoureux, avec six monotypes de Célyne Fortin, Ottawa, Écrits des Forges, 1989
- Passagers du temps, Paris, Gallimard, 1991 (Goncourt de la poésie)
- Contre-Chants, Paris, Gallimard, 2001
- Terres de mémoire suivi de Vrai Visage, Paris, La Table Ronde, coll. « La Petite Vermillon poche » no 187, 2003, 288 p.  (ISBN 2710325683)
- Le Paysan céleste - Notre part d'or et d'ombre (poèmes 1950-2000), préface d'André Dhôtel, Paris, Poésie/Gallimard, 2008
- Vive fut l'aventure, Paris, Gallimard, 2008
- Au secret de la source et de la foudre, Paris, Gallimard, 2018

### Livres de bibliophilie
- Le Voyage analogique, lithographies de Pierre Frilay, Edifor, Paris, 1976
- L'Orée, aquarelles originales de Nathalie Dasseville Lunine, éditions Jacques Antoine, Bruxelles, 1987
- La Tour, eau-forte de Sergio Ceccotti, 1993

### Romans

#### Tétralogie duPain noir
1. Le Pain noir, Paris, Robert Laffont, 1956
2. La Fabrique du roi, Paris, Robert Laffont, 1957
3. Les Drapeaux de la ville, Paris, Robert Laffont, 1959
4. La Dernière Saison, Paris, Robert Laffont, 1961

- Réédition en deux volumes : Le Pain noir - La Fabrique du roi, tome I ; Les Drapeaux de la ville - La Dernière Saison, tome II, augmentée d'une préface de l'auteur, Paris, Robert Laffont, 1991

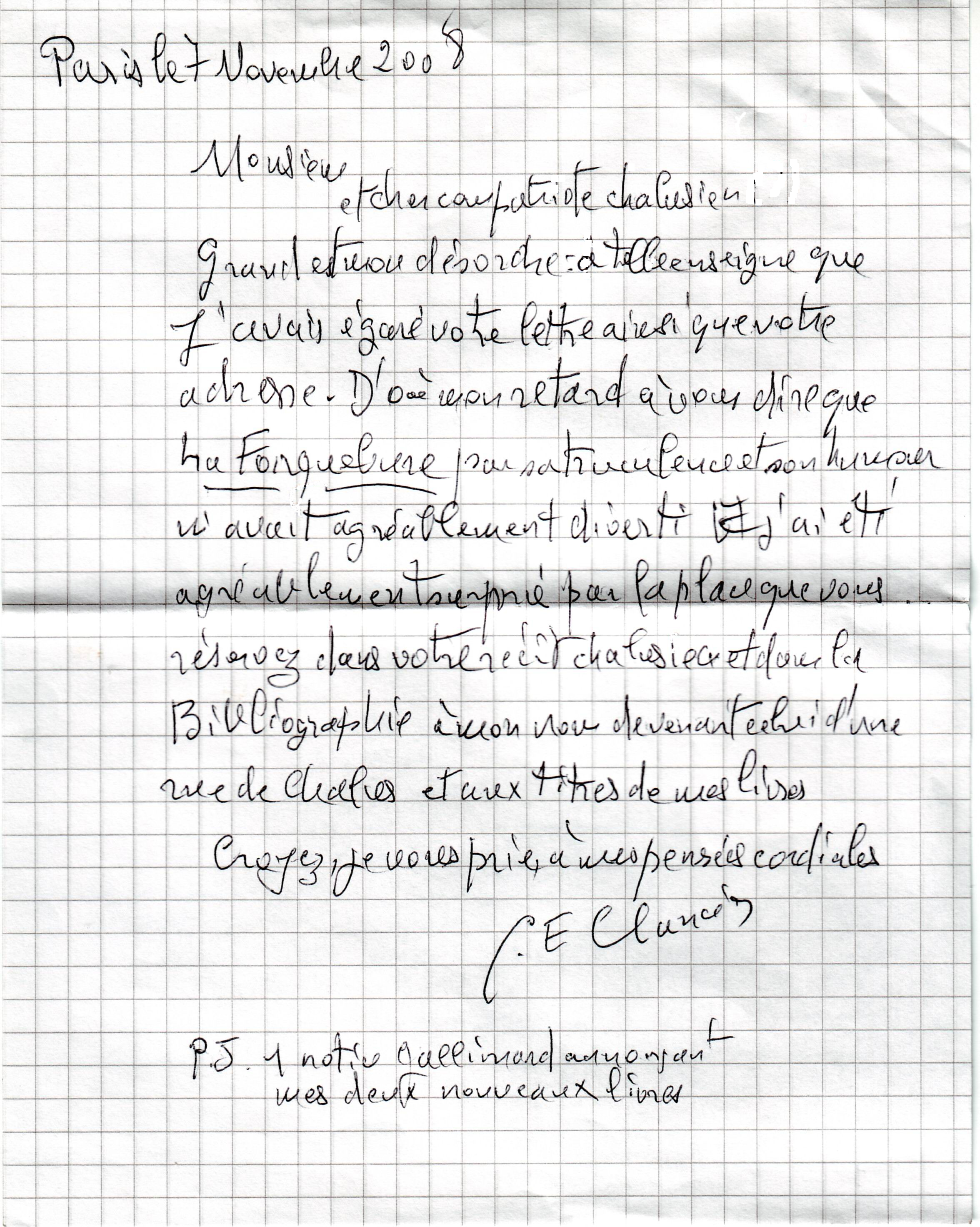
Lettre de Georges-Emmanuel Clancier, 2008.

#### Autres romans
- Quadrille sur la tour, Alger, Edmond Charlot, 1942 ; réédition, Paris, Charlot, 1945; Mercure de France, 1963, augmenté d'une préface de l'auteur
- Secours au spectateur, Paris, Laffont, 1946
- La Couronne de vie, Paris, Edmond Charlot, 1946
- Dernière Heure, Paris, Gallimard, 1951 ; réédition, éditions du Rocher, 1998
- Les Incertains, Paris, Seghers, 1965; réédition, Paris, Robert Laffont, 1970
- L'Éternité plus un jour, Paris, Robert Laffont, 1969 ; réédition La Table Ronde, 2005
- La Halte dans l'été, Paris, Robert Laffont, 1976
- Une ombre sarrasine, Paris, Albin Michel, 1996

### Nouvelles et contes
- La Couleuvre du dimanche, récit, avec des gravures de J. et R. Margerit, Georges Magadoux et Jean Virolle, Nice, Méditerranea, 1937
- Le Parti des enfants, nouvelle, Paris, Les Œuvres libres no 137, Arthème Fayard, octobre 1957
- Le Baptême, nouvelle, Paris, Les Œuvres libres no 156, Arthème Fayard, 1959
- Les Arènes de Vérone, Paris, Robert Laffont, 1964
- L'Enfant de neige, conte pour les enfants, illustration de J.-C. Luton, Paris, Casterman, 1978
- L'enfant qui prenait le vent, Paris, Casterman, 1984
- L'Autre Ville, illustrations de M.-T. Regerat, Rougerie, 1995
- Le Passant de Vérone, suivi de Lettre de Lisbonne, Lettre d'Helsinki, Lettre de Nankin, Monaco, Éditions du Rocher, 2001
- La Rouen suivi de Tuer, Amis du pays de Bugeat, 2013

### Autobiographies
- Ces ombres qui m'éclairent :
  - L'Enfant double, Paris, Albin Michel, 1984
  - L'Écolier des rêves, Paris, Albin Michel, 1986
  - Un jeune homme au secret, Paris, Albin Michel, 1989
- Le temps d'apprendre à vivre, Mémoires 1935-1947, Paris, Albin Michel, 2016

### Ouvrages critiques
- André Frénaud, Paris, Poètes d'aujourd'hui, Paris, Éditions Seghers, 1953 ; édition augmentée, en collaboration avec Jean-Yves Debreuille, Éditions Seghers, 1989
- Panorama critique de la poésie française de Rimbaud au surréalisme, Paris, Éditions Seghers, 1953
- Panorama critique de la poésie française de Chénier à Baudelaire, Paris, Éditions Seghers, 1963
- La Poésie et ses environs, Paris, Gallimard, 1973
- Dans l'aventure du langage, Paris, Presses universitaires de France, 1987

### Autres ouvrages
- Allô ! À l'eau ! ou Le Secret du téléphone, Clancier-Guénaud, 1983
- La Vie quotidienne en Limousin au XIXe siècle, avec la collaboration de Pierre-Sylvestre Clancier, Paris, Hachette, 1976
- Terres de mémoire. Le Limousin, comprenant en entretien avec Laurence Paton, Paris, Jean-Pierre Delarge, 1980
- Le Roussillon, Caisse nationale des monuments historiques et des sites, 1988
- Limousin. Terre secrète, Renaissance du Livre, 1999
- L'Oiseleur pris au piège : comédie en 4 Actes, Le Bruit des autres, 2006

### Œuvres radiophoniques et télévisuelles
- L'Oiseleur pris au piège, pièce donnée en 1950 dans Les soirées de Paris, avec Maria Casarès et Jean Servais
- Il était un prince, pièce donnée dans Les soirées de Paris, avec Maria Casarès
- Le Pain noir, adaptation radiophonique, F.III
- Sand et Musset, évocation radiophonique à l'occasion du cent cinquantenaire de la naissance de George Sans, Chaîne nationale, 1954
- George Sand et ses contemporains, évocation radiophonique à l'occasion du cent cinquantenaire de la naissance de George Sand, Chaîne nationale, 1954
- Les Amours du mal-aimé (Apollinaire), réalisation de Marcel Camus, scénario et dialogues de Georges-Emmanuel Clancier, téléfilm en deux épisodes, 1980

### Préfaces

#### Peinture et sculpture
- Michel Brigand, préface de Georges-Emmanuel Clancier, Musée d'art moderne, Céret, 1973
- Marcel Gili, textes de Sylvie Poujade, Antonio Alvaro, Antonio Cayrol et Georges-Emmanuel Clancier, Musée d'art Moderne, Céret, 1977
- « Une inépuisable promesse » Roger Chastel, dans Bertholle, Roger Chastel, Singier, École nationale supérieure des Beaux-Arts, Paris, 1982  (ISBN 2903639019)
- Eudaldo, préfaces de Georges-Emmanuel Clancier et Michel-Georges Bernard, chapelle Saint-Roch, Ville de Céret, 1986
- « Théâtres d'Élie Lescaux », dans Élie Lascaux à Paris, 1888-1968, galerie Louise Leiris, Paris, 1988
- Michel Thompson
- Michel Arnaudiès
- Albert Flocon
- Georges Badin

### Divers
- En 1984 Georges-Emmanuel Clancier est l'invité de l'émission La Mémoire d'un Âge produite par Christian Lassalas pour Radio France Limoges (10 épisodes en feuilleton). Il y raconte son enfance double dans le Limoges des années 1914-1922.
- En 2014 Georges-Emmanuel Clancier est, pour son centenaire, l'invité le 22 mai de François Busnel dans La Grande Librairie sur France 5.

## Jugements critiques
« La poésie de Clancier est, en son fond, tragique comme toute poésie, mais elle manifeste simultanément une volonté d'accord, une faculté d'accueil exceptionnelle. Aussi bien dans la grâce, la chance que dans le tragique des romans, des poèmes du Pain noir elle est le témoignage de l'homme sur l'homme, dans ses contradictions, sa fierté, ses possibilités d'amour. […] Elle est comme un appel à la confiance en l'homme, elle a confiance en la promesse. »

— André Frénaud (1967)

« L'obscure clarté qui tombe des étoiles cornéliennes et les énigmatiques évidences qui forment la substance des contes du fils Perrault, on les retrouve tout au long de l'histoire de la littérature française, c'est une source qui resurgit avec violence dans l'œuvre de Nerval, c'est la même source qui donne à la poésie de Georges-Emmanuel Clancier ses qualités limpides et opaques, son élaboration d'un terroir dont il semble retrouver les prolongements indéfinis aussi bien vers un avenir incommensurable que vers un passé préhistorique et toujours présent. »

— Raymond Queneau (1967)

## Prix
- 1949 : Grand prix Maurice Bourdet de la Radio
- 1957 : Grand prix du roman de la Société des gens de lettres
- 1957 : Prix Antonin-Artaud
- 1958 : Prix des Quatre Jurys
- 1960 : Prix du collège poétique de Menton
- 1964 : Lauréat de l’Académie française
- 1966 : Lauréat de l’Académie française
- 1970 : Prix des libraires
- 1971 : Grand prix de littérature de l'Académie française
- 1983 :  Grand officier de l'ordre national du Mérite (commandeur en 1978)[73]
- 1989 : Prix Chardonne
- 1992 : Prix Goncourt de la poésie
- 1996 : Grand prix de la Société des gens de lettres
- 2009 : Prix Alain Bosquet

## Hommages
- Bibliothèque G.-E. Clancier à Nieul (Haute-Vienne) ;
- Bibliothèque G.-E. Clancier à Saint-Léonard-de-Noblat (Haute-Vienne) ;
- Ecole maternelle G.-E. Clancier à Aixe-sur-Vienne (Haute-Vienne) ;
- Auditorium G.-E. Clancier de la Bibliothèque francophone multimédia de Limoges (Haute-Vienne).

## Pour approfondir

#### Monographies
- Christiane Burucoa, G.-E. Clancier, éditions Subervie, Rodez, 1964
- Michel-Georges Bernard, Georges-Emmanuel Clancier, Paris, Poètes d'aujourd'hui, Seghers, 1967
- (it) Mara Merolli-Mariano, Clancier, Les Incertains, poetica del romanzo oscillante Institut universitaire d'études euro-africaines, Paris-Lecce, 1996
- Jeanne-Marie Baude, Création poétique et création romanesque dans l'œuvre de G.-E. Clancier, Villeneuve d'Ascq, Presses du Septentrion, 1997
- Jeanne-Marie Baude, Georges-Emmanuel Clancier, de la terre natale aux terres d'écriture, Limoges, Presses universitaires de Limoges, 2001  (ISBN 978-2-84287-194-9)
- Georges-Emmanuel Clancier, passager du siècle, Actes du Centre culturel international de Cerisy, sous la direction d'Arlette Albert-Birot et Michel Décaudin (2001), Limoges, Presses universitaires de Limoges, 2003  (ISBN 2-84287-309-2)
- Georges-Emmanuel Clancier, passager du temps, sous la direction d'Étienne Rouziès et Olivier Thuillas avec la collaboration de Jeanne-Marie Baude, préface de Pierre Bergounioux, Paris, Éditions de la Table Ronde, 2013  (ISBN 9782710370376)

#### Articles et ouvrages généraux
(par ordre chronologique)
- René Bertelé, Panorama de la jeune poésie contemporaine, Marseille, Robert Laffont, 1942
- Michel-Georges Bernard, « Georges-Emmanuel Clancier, Des cadastres du poème à la catégorie de l'île  », dans Les Temps Modernes no 234, Paris, novembre 1965
- Pierre Gamarra, Recension de Oscillante parole, Europe no 597-598, p. 235-236, janvier 1979
- Clancier, Guillevic, Tortel (communications du Colloque de Cerisy, septembre 1979), textes sur Clancier de Marie-Claire Bancquart, Claude Abastado, Michel-Georges Bernard et Max-Pol Fouchet, Marseille, Sud, 1983
- Aude Preta-de-Beaufort, Georges-Emmanuel Clancier, dans Dictionnaire de poésie de Baudelaire à nos jours, sous la direction de Michel Jarrety, Paris, Presses universitaires de France, 2001  (ISBN 2130509401)
- Laurent Bourdelas, Du Pays et de l'exil, un abécédaire de la littérature du Limousin, Les Ardents Éditeurs, Limoges, 2008
- Note de lecture sur Vive fut l'aventure, in La Revue de Belles-Lettres, 2010, 1-2

#### Documentaires
- Georges-Emmanuel Clancier, passager du siècle, documentaire de Martine Lancelot (52 min), Leitmotiv Prod., France 3 Limousin, 2013
- Georges-Emmanuel Clancier, Écriture et engagement, documentaire de Simon Vignaud (25 min), Marge en tête, 2013. Entretien réalisé à l'occasion de la rétrospective « Georges-Emmanuel Clancier, Passager du temps » à la Bibliothèque francophone multimédia de Limoges en 2013.